# Безсмъртният гарнизон
„Безсмъртният гарнизон“ (на руски: Бессмертный гарнизон) е съветски черно-бял филм от 1956 г., режисиран от Едуард Тисе и Захар Аграненко в студио „Мосфилм“. Действието се развива в ранните дни на Великата отечествена война. Филмът получава почетен диплом на филмовия фестивал във Венеция същата година.

## Сюжет
Събитията се развиват по време на Втората световна война в Брестката крепост в окупираната малко по-рано от Съветския съюз част на Полша, когато германските войски нахлуват в Съветския съюз през юни 1941 г. (Операция „Барбароса“). В началото филмът показва ежедневието на жителите на гарнизона, войниците и техните семейства. Всички правят планове за бъдещето и се опитват да игнорират провокациите от страна на германците. Но един ден първите снаряди достигнали крепостта и тогава започнал щурмът. Никой не е наясно, че фронтовата линия се оттегля. Всички остават на позициите си и се бият, чакайки подкрепления, които така и не идват, докато ситуацията не става отчаяна.

## Критика
Този съветски филм може би за първи път изобразява руснаци, не само германци, виждащи как защитата им е преодоляна и умиращи в агония, като по този начин показва високата цена на съветската победа и огромните страдания на нейното население.
Дизайнът на филма е доста примитивен. На героите им липсва дълбока индивидуалност. Героят никога не спира да се чуди защо армията е била оставена в такъв безпорядък. Но в изобразяването на войната като кошмарно и насилствено нахлуване в топлата интимност на семействата, безмилостно унищожаващо малкото останали островчета на щастие, „Безсмъртният гарнизон“ проправя пътя за великите военни филми от 1957 и 1958 г., като „Войниците“, „Щъркелите летят“ и „Къщата, в която живея“.